# 古館ゆき
古館 ゆき（こだて ゆき、1958年9月24日 - ）は、福岡県糟屋郡出身の女優。

## 人物・来歴
- 本名・木村和代[4][1]。両親は教師[2]。兄が二人いる[1]
- 一時、芸名を 古館佑記 で活動していた。
- 福岡県立香椎高等学校卒業[1]後、女優を志して上京。演技研究所を卒業した後[1]、テレビドラマでは1979年に『燃えろアタック』で[1]、映画では1980年に『ツィゴイネルワイゼン』でデビュー。デビュー当時は 木村有希 の名で活動したが、その後すぐに 古館ゆき に改名した。
- 1980年代前期から後期にかけてテレビドラマを中心に活躍した。
- 木下プロダクション制作のドラマに出演することが多かった。
- 苗字の漢字は「古舘」とされている場合もあり、苗字の読みは「ふるたち」「ふるだて」とされている場合もある。
- かつては、ぷろだくしょん舵に所属していた。
- 趣味は人形収集、読書。得意なスポーツは水泳、卓球[1]。
- 日本経済新聞1981年12月3日付夕刊「アップ」によれば、高校教師である父に作られた自分を変えたくて、芸能界を志望し、高等学校卒業前に内緒で上京し、住まいを見つけた。愛称はピノキオ。6畳一間にぬいぐるみ「クマ男」と同棲中。

## 主な出演作品

### テレビドラマ
- 燃えろアタック（1979年1月19日～1980年7月11日） - 南郷あかね
- 陳舜臣の神獣の爪（1980年12月25日・傑作推理劇場）
- 気になる天使たち（1981年4月13日～7月20日）
- 天からやって来た猫（1982年1月4日～1月29日・銀河テレビ小説） - 浦野能里子 役[3]
- ロウソクが消えない ママ、わたし話したいの（1982年2月1日）
- 妻たちは…・夫、夫たらずとも…（第3回）（1982年4月23日）
- 誘拐山荘（1982年6月5日・ザ・サスペンス）
- 噂の刑事トミーとマツ(2)「大ピンチ!恋した男は変身できぬ?」（第29回）（1982年9月1日） - 人気歌手・松原美輪子
- 闇を裂く一発（1982年10月26日・火曜サスペンス劇場）
- 御宿かわせみ 第2シリーズ 第15話「江戸の手まり唄」（1983年2月9日） - おとし
- おしん（1983年4月4日～1984年3月31日・NHK朝の連続テレビ小説） - 茂子
- 恐怖・邪魔な女を殺して始まった新婚生活に忍びよる破局!（1983年4月26日・火曜サスペンス劇場）
- 望郷・美しき妻の別れ（1983年5月20日）
- 山之内家の惨劇（1983年6月11日・ザ・サスペンス）
- 赤い足音（1983年6月22日～7月27日・シリーズ・水曜の女）
- 25歳たち・危うい予感（1984年6月8日～8月31日）
- 嘘つきは恋のはじまり（前編・だまされて!!）（1984年12月19日・恋はミステリー劇場）
- 嘘つきは恋のはじまり（後編・だまします!!）（1984年12月26日・恋はミステリー劇場）
- 春の波涛（1985年1月6日～12月15日・NHK大河ドラマ） - 玉八役
- 水曜日の恋人たち(2)・不倫の傾向と対策（1985年11月13日・水曜ドラマスペシャル）
- 樋口一葉・われは女成りけるものを…（1985年11月23日～12月21日・ドラマ人間模様）
- 超少女! はるひワンダー愛（1986年3月24日・月曜ドラマランド）
- ライスカレー（1986年4月3日～6月26日）

### テレビバラエティ
- ニコニコ訪問・テレビ親孝行 母さんの夢（朝日放送制作・テレビ朝日系）- 1980年～1981年、レギュラーアシスタント。司会は北島三郎[1]。

### 映画
- ツィゴイネルワイゼン（1980年4月1日・シネマ・プラセット）
- 近頃なぜかチャールストン（1981年12月19日・ATG）－タミ子役
- 道頓堀川（1982年6月12日・松竹）－さとみ役
- 必殺4 恨みはらします」（1987年6月6日・松竹）－おけら長屋・夜鷹役
- 女衒 ZEGEN」（1987年9月5日・東映）

### ラジオ
- ラジオ名作劇場（NHKラジオ第2放送）　※この番組では「コダテユキ」と名乗っていた。
- カフェテラスのふたり 尾道・映画通り（1987年1月26日～1月30日・NHK-FM）

### 雑誌
- 週刊プレイボーイ（集英社）
  - 1982年1月5日・12日合併号 No.2・3（1981年） - グラビア1P
  - 1982年6月15日号 No.25「清純派女優古館ゆき ヌード初ショット」（1982年） - グラビア5P